# Marissa Castelli
Marissa Castelli (Providence, 20 agosto 1990) è una pattinatrice artistica su ghiaccio statunitense.
In coppia con Simon Shnapir ha vinto la medaglia di bronzo nella gara a squadre alle Olimpiadi di Soči 2014, ai Campionati dei Quattro continenti e ai Mondiali juniores, oltre a due titoli statunitensi.

## Palmarès
GP: Grand Prix; CS: Challenger Series; JGP: Junior Grand Prix
 Coppie con Mervin Tran 
| Internazionali                    | Internazionali | Internazionali | Internazionali | Internazionali |
| Evento                            | 2014–15        | 2015–16        | 2016–17        | 2017–18        |
| --------------------------------- | -------------- | -------------- | -------------- | -------------- |
| Campionati dei Quattro continenti |                | 6°             |                |                |
| GP Trophée de France              |                | 6°             | 5°             | 6°             |
| GP Rostelecom Cup                 |                |                |                | 7°             |
| GP Skate America                  |                |                | 7°             |                |
| GP Skate Canada                   |                | 4°             |                |                |
| CS Autumn Classic International   |                |                | 3°             | 4°             |
| CS Golden Spin                    |                | 5°             |                |                |
| CS U.S. Classic                   |                | 2°             |                |                |
| Autumn Classic International      |                | 2°             |                |                |
| Nazionali                         |                |                |                |                |
| Campionati statunitensi           | 6°             | 3°             | 2°             | 6°             |

Coppie con Simon Shnapir
| Internazionali | Internazionali | Internazionali | Internazionali | Internazionali | Internazionali | Internazionali | Internazionali | Internazionali |
| Evento | 2006–07        | 2007–08        | 2008–09        | 2009–10        | 2010–11        | 2011–12        | 2012–13        | 2013–14        |
| --- | -------------- | -------------- | -------------- | -------------- | -------------- | -------------- | -------------- | -------------- |
| Giochi olimpici invernali |                |                |                |                |                |                |                | 9°h            |
| Campionati mondiali |                |                |                |                |                |                | 13°            | 11°            |
| Campionati dei Quattro continenti |                |                |                | 10°            |                |                | 3°             |                |
| GP Trophée Eric Bompard |                |                |                | 7°             |                |                |                |                |
| GP NHK Trophy |                |                |                |                |                | 7°             | 3°             | 4°             |
| GP Skate America |                |                |                |                | 6°             |                | 5°             | 6°             |
| GP Skate Canada |                |                |                |                | 4°             |                |                |                |
| Ice Challenge |                |                |                |                |                |                | 1°             |                |
| Nepela Memorial |                |                |                |                |                | 4°             |                |                |
| U.S. Classic |                |                |                |                |                |                |                | 4°             |
| Internazionali: Junior |                |                |                |                |                |                |                |                |
| Campionati mondiali |                |                | 3°             |                |                |                |                |                |
| JGP Finale |                |                | 6°             |                |                |                |                |                |
| JGP Repubblica Ceca |                |                | 4°             |                |                |                |                |                |
| JGP Estonia |                | 10°            |                |                |                |                |                |                |
| JGP Gran Bretagna |                |                | 4°             |                |                |                |                |                |
| Nazionali |                |                |                |                |                |                |                |                |
| Campionati statunitensi | 9° N.          | 3° N.          | 3° J.          | 10°            | 5°             | 5°             | 1°             | 1°             |
| Eastern Sectional Championships | 4° N.          | 1° N.          |                | 1°             |                |                |                |                |
| Eventi a squadre |                |                |                |                |                |                |                |                |
| Giochi olimpici invernali |                |                |                |                |                |                |                | 3° S           |
| World Team Trophy |                |                |                |                |                |                | 1° S 5° P      |                |
| Categorie: N. = Novice; J. = Junior S = Risultato della squadra; P = Risultato personale; Medaglie assegnate solo per il risultato della squadra. |                |                |                |                |                |                |                |                |

Individuale femminile
| Evento                          | 2006–07 | 2007–08 |
| ------------------------------- | ------- | ------- |
| Eastern Sectional Championships | 9° N.   | 11° N.  |
| New England Regionals           | 4° N.   |         |
| N. = Categoria Novice           |         |         |